# Patricia Villanueva Abraján
Patricia Villanueva Abraján (15 de febrero de 1955) es una política mexicana, miembro del Partido Revolucionario Institucional, ha sido diputada federal en dos ocasiones.
Es licenciada en Derecho, fue elegida diputada federal a la LIII Legislatura de 1985 a 1988, ha ocupado los cargos de subsecretaria de Gobierno de Oaxaca de 1995 a 1997 y de secretaria de Protección Ciudadana de ese año a 1998 ambos cargos en el gobierno encabezado por Diódoro Carrasco Altamirano, en el de José Murat se desempeñó como coordinadora del Instituto Estatal de la Mujer y como directora general del Monte de Piedad, en 2004 el gobernador Ulises Ruiz Ortiz la nombró procuradora general de Justicia del Estado, cargo que ejerció hasta 2006 en que fue postulada por el PRI y electa diputada federal por el II Distrito Electoral Federal de Oaxaca a la LX Legislatura. En la Cámara de Diputados es secretaria de la mesa directiva para el año de ejercicio de 2007 a 2008.